# Henry Surtees
Henry John Surtees (Lingfield, 18 febbraio 1991 – Londra, 19 luglio 2009) è stato un pilota automobilistico inglese.

## Carriera
Henry Surtees era figlio di John Surtees, unico campione del mondo sia sulle quattro ruote che sulle due ruote. Debutta nei campionati minori come la Ginetta GT Junior Championship dove arriva terzo a fine campionato. Nel 2007 prende parte alla Formula BMW, alternandosi con la British Formula Renault alla guida della Carlin Motorsport. Nel 2008, sempre in British Formula Renault, passa alla Manor Motorsport dove arriva secondo a fine campionato.

## La Formula 2 e il decesso

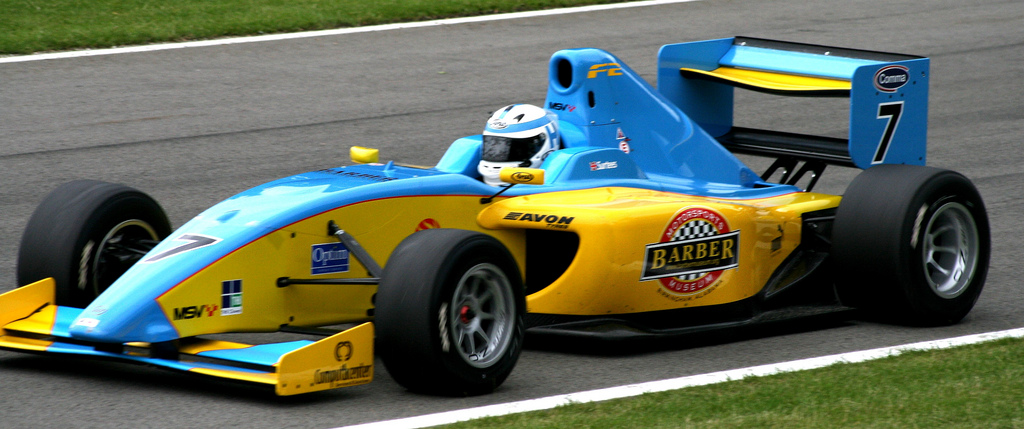
Surtees alla guida della sua vettura sul circuito di Brands Hatch prima dell'incidente mortale

Surtees decide di cimentarsi nel campionato 2009 di Formula 2, correndo col numero 7. Nella gara di debutto del campionato riesce a conquistare il settimo posto, mentre a Brno e a Spa rimase a zero punti. Nella Gara 1 sul circuito di Brands Hatch conquistò un buon terzo posto. Morì nella Gara 2 del giorno seguente, colpito alla testa da una ruota della macchina di Jack Clarke staccatasi dopo che si era scontrata con un muro, a soli 18 anni. L'auto, con il conducente privo di conoscenza, continuò dritta contro una barriera alla curva Sheene. Surtees fu portato al centro medico del circuito, poi trasferito al Royal London Hospital. La morte fu attribuita alle gravi ferite alla testa, non allo scontro con le barriere.
Henry Surtees fu sepolto all'interno della chiesa dei Santi Pietro e Paolo di Lingfield, nel Surrey.

## Risultati Formula 2
| Anno | N. | 1       | 2        | 3         | 4         | 5        | 6         | 7       | 8          | 9     | 10    | 11    | 12    | 13    | 14    | 15    | 16    | Pos. | P.ti |
| ---- | -- | ------- | -------- | --------- | --------- | -------- | --------- | ------- | ---------- | ----- | ----- | ----- | ----- | ----- | ----- | ----- | ----- | ---- | ---- |
| 2009 | 7  | VAL 1 7 | VAL 2 12 | BRN 1 Rit | BRN 2 Rit | SPA 1 15 | SPA 2 Rit | BRH 1 3 | BRH 2 Rit† | DON 1 | DON 2 | OSC 1 | OSC 2 | IMO 1 | IMO 2 | CAT 1 | CAT 2 | 13º  | 8    |

† Deceduto.